# Aberystwyth Town
Aberystwyth Town ist ein Fußballverein aus Aberystwyth, der aktuell in der Welsh Premier League spielt.

## Geschichte
Der Verein wurde 1884 gegründet. Seine Spiele trägt er im Park Avenue Stadion aus, einem Mehrzweckstadion mit 5.000 Plätzen, davon 1.002 Sitzplätze. Der Verein hat auch ein Frauenteam, das in der Ceredigion Ladies League spielt. Im Jahr 2000 gründete der Verein die Aberystwyth Town Football Club Academy, die zur Heranbildung von Nachwuchsspielern dient.
Die Frühgeschichte des Vereins war durch eine große Zahl von Freundschaftsspielen gekennzeichnet, da der Ligaeintritt erst 1896 erfolgte, die sie aber nach einem Jahr wieder verließen. Ab 1904 spielten sie in der Montgomeryshire and District League, in der sie den Titel einige Male gewannen. Nach der Gründung der Welsh National League 1921 spielten sie in der Central Section, deren Titel sie in den 1920er-Jahren sechs Mal gewannen.
1931 und 1950 gewannen sie den Welsh Amateur Cup, zweimal unterlagen sie erst im Finale (1935 und 1972). 1951 traten sie in die Welsh League (South) ein, der sie bis 1963 angehörten. In diesem Jahr wechselten sie wieder in die Mid-Wales League, ihren ersten Titel erreichten sie aber erst 1984, nachdem sie sechs Mal die Liga als Zweiter beendet hatten. 1985 konnten sie ihren Titel verteidigen. 1987 kehrten sie wieder in die Welsh League (South) zurück, bevor sie 1992 Gründungsmitglied der League of Wales wurden. In ihrem ersten Jahr erreichten sie auch ihr bestes Ergebnis, einen dritten Platz. 1999 und 2004 nahm man am UEFA Intertoto Cup teil, schied dort aber jeweils in der 1. Runde aus. 
In der Saison 2013/14 erreichte der Verein das Finale des Welsh Cups, in dem sie The New Saints FC mit 2:3 unterlagen. Da die Saints aber als Meister bereits für die UEFA Champions League qualifiziert waren, qualifizierte sich Aberystwyth Town somit für die UEFA Europa League 2014/15. In der 1. Qualifikationsrunde unterlag man dort dem irischen Vertreter Derry City klar mit 0:4 und 0:5.

## Europapokalbilanz
| Saison  | Wettbewerb         | Runde                  | Gegner      | Gesamt | Hin     | Rück    |
| ------- | ------------------ | ---------------------- | ----------- | ------ | ------- | ------- |
| 1999    | UEFA Intertoto Cup | 1. Runde               | FC Floriana | 3:4    | 2:2 (H) | 1:2 (A) |
| 2004    | UEFA Intertoto Cup | 1. Runde               | FC Dinaburg | 0:4    | 0:0 (H) | 0:4 (A) |
| 2014/15 | UEFA Europa League | 1. Qualifikationsrunde | Derry City  | 0:9    | 0:4 (A) | 0:5 (H) |

Gesamtbilanz: 6 Spiele, 2 Unentschieden, 4 Niederlagen, 3:17 Tore (Tordifferenz −14)

## Höchste Siege und Niederlagen
- Höchster Sieg: 21:1 gegen Machynlleth 1934
- Höchste Niederlage: 1:20 gegen Caersws 1962
- Höchste League of Wales Siege: 6:0 gegen Briton Ferry Athletic und Llanidloes Town, beide 1993.
- Höchste League of Wales Niederlage: 1:8 gegen Barry Town 1997

## Spieler
- Leigh Richmond Roose (1895–1900, 1912), Torhüter, spielte in der walisischen Nationalmannschaft.
- Marc Lloyd-Williams (2003–2004), Rekordtorschütze der Welsh Premier League mit über 300 Karrieretoren.